# Apomecyna binubila
Apomecyna binubila là một loài bọ cánh cứng trong họ Cerambycidae.